# Таебла (селище)
Та́ебла (ест. Taebla alevik) — селище в Естонії, адміністративний центр волості Ляене-Ніґула повіту Ляенемаа.

## Населення
Чисельність населення на 31 грудня 2011 року становила 840 осіб.

## Географія
Північною околицею селища тече річка Таебла (Taebla jõgi).
Через населений пункт проходять автошляхи 9 (Еесмяе — Хаапсалу — Рогукюла) та 16136 (Таебла — Кулламаа).

## Історія
Перші згадки про поселення під німецькою назвою Taibel датуються 1341 роком. 
До 27 жовтня 2013 року селище входило до складу волості Таебла й було її адміністративним центром.